# Razée

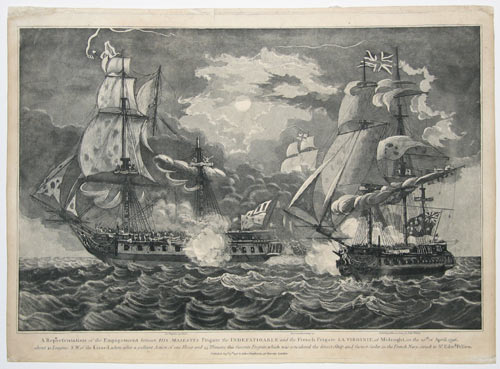
HMS Indefatigable (справа), после перестройки в razée

Razée или razee (фр. /raˈze/) — парусный боевой корабль, перестроенный из двух-, реже трёхдечного в однодечный, подобный фрегату, путём срезания верхних деков. Французский термин (полностью фр. vaisseau rasé, кратко фр. la rasée), буквально означающий «сбритый корабль».

## Происхождение
Один автор выводит название быстрых (англ. race-built) английских галеонов елизаветинской эпохи от слова razée. Других подтверждений этой теории, однако, нет. Принято считать, что слово происходит именно от способа переделки.
Так или иначе, о том, что мореходные качества корабля улучшаются при снижении надстроек, было известно с тех пор, как надстройки начали применять для размещения вооружений. Высокая надстройка парусит, что создаёт дрейф, делает корабль трудно управялемым и не позволяет держать острый курс. А высоко расположенный центр тяжести, очевидно, снижает остойчивость.
Когда появилось достаточно много линейных кораблей и выявилась нужда во фрегатах, было предложено и решение проблемы. Устарелые, меньшие по размерам и слабее вооружённые корабли неплохо подходили для ролей, где сокращённое вооружение не помеха, а высокие надстройки не нужны.

## Распространение и развитие
Впервые термин появился около 1785 года.
Преимуществами типа были прочный, гораздо более толстый, чем у обычных фрегатов, корпус и возможность нести тяжёлую нижнюю батарею. Мало того, в случае надобности сохранялась вся батарея верхней палубы. При этом уменьшение высоты борта делало корабль менее увалистым, то есть давало способность ходить почти так же круто, как фрегат. Уменьшенный вес наверху означал, что порты нижней батареи находятся выше над водой, а значит, их можно открывать в свежую погоду.
Слухи о больших 24-фунтовых фрегатах, переделанных французами из линейных кораблей срезанием одного дека, достигли Британии около 1793 года. В 1794 и британцы срезали три старых 64-пушечных: HMS Anson, HMS Magnanime и HMS Indefatigable, сохранив главную батарею. Indefatigable вскоре доказал своё преимущество, под командованием будущего лорда Эксмута и совместно с фрегатом HMS Amazon одержав победу над французским 74-пушечным Droits de l’Homme.
Когда в Британии начались поиски противовеса американским успехам 1812—1813 годов, очевидным шагом было возрождение типа rasée. Командующий Североамериканской станцией адмирал сэр Джон Борлэз Уоррен в январе запросил перестройку «шести-семи быстрых линейных». Адмиралтейство с удовлетворением сообщило, что предвидело запрос и уже действует. На самом деле, осуществлялось предложение капитана Хейса от ноября 1812 года. По исходному замыслу он предлагал перестроить 64-пушечные, но к тому времени все они были слишком изношены и в резерве их было мало. Вместо этого Адмиралтейство решило срезать быстрые 74-пушечные из «обычных» и выбрало три: HMS Majestic, HMS Goliath, HMS Saturn, — чем спасло их от бесславной роли плавучих тюрем.
Сама перестройка мало напоминала 1794 год. Эти rasées не имели шлюпочных колодцев и официально считались «промежуточными между фрегатом и линейным». Сохранился заметный ют с планширами, главная батарея в двадцать восемь 32-фунтовых орудий, а на сплошной верхней палубе столько же 42-фунтовых карронад, установленных по-новому: на полозья со шкворнем, что по замыслу должно было уменьшить отдачу и ускорить перезаряжание.

## Финал эволюции
Уже в 1830-40-е годы в Соединённых Штатах стали срезать некоторые супер-фрегаты, которые сами исходно были вдохновлены идеей rasée. Появились орудия, способные стрелять куда более тяжёлым снарядом (при большем заряде пороха), чем традиционные снаряды века паруса. Но прочность деревянного корпуса была ограничена, и корабль мог нести соответственно меньше тяжёлых орудий. Так появились перестройки из супер-фрегатов в шлюпы с одной батарейной палубой. Типичны для этого поколения USS Macedonian и USS Cumberland, а также сохранившийся в качестве музея USS Constellation.